# فيليكا بيساريفكا (سومسكا)
فيليكا بيساريفكا (Велика Писарівка) هي مدينة في مقاطعة سومسكا في أوكرانيا.
يبلغ عدد سكانها حوالي 5014   نسمة.